# Калватоне
Калватоне (итал. Calvatone) је насеље у Италији у округу Кремона, региону Ломбардија.
Према процени из 2011. у насељу је живело 1211 становника. Насеље се налази на надморској висини од 28 м.

## Становништво
| 1936. | 1951. | 1961. | 1971. | 1981. | 1991. | 2001. | 2011. |
| ----- | ----- | ----- | ----- | ----- | ----- | ----- | ----- |
| 2.012 | 1.979 | 1.695 | 1.425 | 1.304 | 1.304 | 1.248 | 1.260 |